# Naylor (Missouri)
Naylor é uma cidade localizada no estado americano de Missouri, no Condado de Ripley.

## Demografia
Segundo o censo americano de 2000, a sua população era de 610 habitantes.
Em 2006, foi estimada uma população de 617, um aumento de 7 (1.1%).

## Geografia
De acordo com o United States Census Bureau tem uma área de
1,4 km², dos quais 1,4 km² cobertos por terra e 0,0 km² cobertos por água. Naylor localiza-se a aproximadamente 93 m acima do nível do mar.

## Localidades na vizinhança
O diagrama seguinte representa as localidades num raio de 24 km ao redor de Naylor.